# Pinocchio (film fra 2012)
|  | For andre betydninger, se Pinocchio (flertydig) |
Pinocchio  er en italiensk animationsfilm der er fra 2012 og er instrueret af Enzo D'Alo. Den er baseret på en roman The Adventures of Pinocchio af Carlo Collodi, og var med på Filmfestivalen i Venedig i 2012.

## Plot
I en lille landsby i Toscana bor den fattige tømrer Geppetto, han er meget alene så for at få selskab bygger han en marionet dukke som han kalder Pinocchio. Geppetto tager sig af Pinocchio, og beslutter sig for han skal i skole som andre børn. Han køber ham en stavebog men i stedet for at gå i skole tager Pinocchio hen til et dukketeater. Men han har igen penge så han må sælge hans ABC bog til en skummel kat og en ræv for at komme ind og se forstilling, her møder han Mangiafoco som styrer teateret, efter at have arbejdet for ham, for han nogle guldmønter. men disse mister han efter han bliver snydt af den samme kat og en ræv som tager hans penge og hænger ham i et træ. Men en pige med blåt hår redder ham, han forsætter eventyret hvor han sammen med svindleren Lucignolo tager til en eventyr ø, hvor der er fest og ballade, indtil at han opdager at børne på øen forvandles til æsel og må arbejde for svindleren Lucignolo. Han formår at undslippe ved at dykke i havet, her bliver han slugt af en hval, inde i maven på hvalen finder han sin far Geppetto som har ledt efter ham. Pinocchio redder derefter sin far mens hvalen sover, og svømmer ind til kysten med ham. Her bliver han belønnet af pigen med det blå hår for at redde sin far, at hun forvandler ham om til en rigtig dreng.